# Llista de quadres de Hans Memling
Els quadres de Hans Memling (1440-1494) segueixen les petjades dels creadors del moviment dels primitius flamencs: Jan van Eyck, el Mestre de Flémalle i Rogier van der Weyden, el seu mestre. La seva principal innovació consisteix a aplicar el realisme òptic als temes devocionals o místics. Tot i que Memling va viure en el període turbulent de la transició de la casa governant de Borgonya a la dels Habsburg, aquest fet no va tenir influència a la seva obra, ja que els seus encàrrecs provenien gairebé en exclusiva de rics burgesos de Bruges (banquers, comerciants i polítics), clergues i algun aristòcrata ocasional. Sovint eren estrangers –especialment italians– que tenien connexions polítiques o financeres amb la ciutat, l'eix central d'una situació econòmica que només duraria unes poques dècades més. Entre les obres de Memling destaquen els seus retrats –de bust o de cos sencer–, les pintures de devoció i els retaules per a capelles privades a Bruges. Sembla que no rebé encàrrecs oficials (de l'ajuntament o la cort).
Ha sobreviscut una proporció excepcional de la seva obra. A més d'uns 20 retaules –sovint en diversos grups especials i de mida considerable– hi ha prop de 15 quadres individuals de la Mare de Déu i el Nen, amb panells laterals desapareguts amb figures o retrats dels donants, uns altres 20 quadres que representen sants o diversos temes dels Evangelis i més de 30 retrats –alguns en forma d'un díptic amb una Mare de Déu i el Nen.

## Galeria
Per tal de presentar les obres s'ha seguit el criteri iconogràfic definit al catàleg complet de Giorgio T. Faggin a la seva obra monogràfica de 1970. Aquesta classificació s'estructura en obres compostes (díptics, políptics...), episodis bíblics, imatges de sants, de Crist i de la Mare de Déu i, per acabar, retrats. Cal notar que Faggin va fer un grup previ amb totes les obres datades per l'artista amb les obres ordenades cronològicament i no per tipus. A la relació següent s'han tractat totes les obres per tipologia i dins d'això, cronològicament, indicant amb un  Datat quan la data no és l'estimada pels historiadors sinó la indicada a l'obra.

### Grans retaules
| Imatge | Dades | Dades                                                                                   |
| --- | --- | --------------------------------------------------------------------------------------- |
| Nativitat · Adoració dels Reis d'Orient · alt3=Presentació al Temple · alt4=Fugida a Egipte                          | Políptic d'Hulin de Loo | Políptic d'Hulin de Loo                                                                 |
| Nativitat · Adoració dels Reis d'Orient · alt3=Presentació al Temple · alt4=Fugida a Egipte                          | 1463 | Oli sobre taula                                                                         |
| Nativitat · Adoració dels Reis d'Orient · alt3=Presentació al Temple · alt4=Fugida a Egipte                          | Nativitat: 58,5 × 50 cm. Birmingham Museums and Art Gallery Adoració dels Reis: 60 × 55 cm. Museu del Prado Presentació al Temple: 59,5 × 48,5 cm. Washington National Gallery of Art Fugida a Egipte: 57,5 × 50,5 cm. Glasgow Museum of Art |                                                                                         |
| Nativitat · Adoració dels Reis d'Orient · alt3=Presentació al Temple · alt4=Fugida a Egipte                          | (Cat.17). Figura al catàleg de Giorgio T. Faggin com una obra de Memling realitzada quan encara era al taller de Van der Weyden, tal com va ser identificada per George Hulin de Loo a partir de taules disperses a quatre museus. Amb tot, als inventaris dels museus on resideixen no n'atribueixen l'autoria a Memling, sinó a mestres anònims. A banda del debat sobre l'autoria, la taula del Reis d'Orient i la Presentació al Temple, estan clarament copiades de la taula central del Retaule de Santa Columba de Van der Weyden. |                                                                                         |
| El Judici Final · El Judici Final                                                                                    | El Judici Final | El Judici Final                                                                         |
| El Judici Final · El Judici Final                                                                                    | 1466-1473 Datat | Oli sobre taula 221 × 161 cm (central) 223,5 × 72,5 cm (cada ala)                       |
| El Judici Final · El Judici Final                                                                                    | Museum Narodowe, Gdańsk |                                                                                         |
| El Judici Final · El Judici Final                                                                                    | (Cat.1). El Judici Final va ser encarregat l'any 1467 per Angelo Tani, representant a Bruges de la banca Mèdici, per a la seva capella a la badia Fiesolana. És una obra on l'autor manifesta tota la seva mestria pictòrica i el seu talent inventor. El cossos que es mostren tant a l'ala de la salvació, a l'esquerra, com a la dels castigats a la dreta, són un compendi de les emocions humanes. Tot i les inevitables influències de El Judici Final de Van der Weyden, identificables en les reproduccions de certs personatges i, sobre tot, el seu dibuix subjacent, Memling aporta elements innovadors com les escales de vidre que porten cap a la salvació o la brillantor de l'armadura de sant Miquel, que recorda la que l'arcàngel porta a La Mare de Déu del canonge Van der Paele de Van Eyck. A la part posterior de les ales es mostren les figures agenollades dels comitents, Angelo Tani i la seva esposa Caterina. També es pot identificar certes similituds amb l'obra homònima de Stephan Lochner, un pintor originari de Colònia i amb qui s'ha relacionat l'etapa de joventut de Memling. |                                                                                         |
| Tríptic de Jan Crabbe · Tríptic de Jan Crabbe                                                                        | Tríptic de Jan Crabbe | Tríptic de Jan Crabbe                                                                   |
| Tríptic de Jan Crabbe · Tríptic de Jan Crabbe                                                                        | 1467-1470 | Oli sobre taula                                                                         |
| Tríptic de Jan Crabbe · Tríptic de Jan Crabbe                                                                        | Anunciació: 83 × 53 cm Groeningemuseum Taula central: 58,2 × 27,5 cm Museo Civico de Vicenza Taules laterals: 81 × 30 cm (cadascuna), Pierpont Morgan Library, Nova York. |                                                                                         |
| Tríptic de Jan Crabbe · Tríptic de Jan Crabbe                                                                        | (Cat.20). A la taula central es veu al comitent, el cistercenc Jan Crabbe, agenollat als peus de la creu. Crebbe era abat de l'abadia de les Dunes de Coxyde, i va ordenar el tríptic per a celebrar el quinzè aniversari de la seva prelatura. Darrere d'ell està el seu sant patró, el també cistercenc Sant Bernat, amb Sant Joan Baptista. A les ales estan representats la mare de Jan Crabbe amb santa Anna i, a l'altra, el seu nebot o germà petit acompanyat de sant Guillem de Maleval amb armadura. La composició és similar al Tríptic Sforza del seu mestre Van der Weyden, si bé els detalls en són propis. |                                                                                         |
| Tríptic del Prado | Tríptic del Prado | Tríptic del Prado                                                                       |
| Tríptic del Prado | 1470 | Oli sobre taula 95 × 271 cm                                                             |
| Tríptic del Prado | Museu del Prado, Madrid |                                                                                         |
| Tríptic del Prado | (Cat.18). L'obra, originalment un tríptic amb el Naixement de Jesús, l'Adoració dels Mags i la Purificació de Maria, actualment està en un únic marc. L'obra, amb una influència important de l'estil de Rogier van der Weyden, resulta innovadora en la idea de situar les escenes de l'Epifania i el Naixement sota la mateixa arquitectura, però representada des de punts de vista diferents. Uns anys més tard, Memling va pintar el Tríptic de Jan Floreins amb una composició similar. El tríptic va pertànyer a Carles V, qui el va destinar a la capella de la Casa Reial d'Aceca, a la rodalia de Toledo. |                                                                                         |
| Revers · Tríptic obert                                                                                               | Tríptic de Budapest | Tríptic de Budapest                                                                     |
| Revers · Tríptic obert                                                                                               | 1480s | Oli sobre taula 56 × 62,7 cm (central) 58 × 27,5 cm (ala esq.) 57,8 × 28 cm (ala dreta) |
| Revers · Tríptic obert                                                                                               | Museu de Belles Arts de Budapest |                                                                                         |
| Revers · Tríptic obert                                                                                               | (Cat.19). Aquest tríptic és una versió reduïda de l'última obra monumental de Memling, Tríptic de Greverade a Lübeck, acabat el 1491, especialment l'ala esquerra. Representa Jesús portant la creu a l'esquerra, la Crucifixió al centre, i la Resurrecció de la dreta, mentre que l'Anunciació es pot veure a l'exterior de les ales. |                                                                                         |
| Escenes de la Passió de Crist                                                                                        | Escenes de la Passió de Crist | Escenes de la Passió de Crist                                                           |
| Escenes de la Passió de Crist                                                                                        | 1470 | Oli sobre taula 92,2 × 56,7 cm                                                          |
| Escenes de la Passió de Crist                                                                                        | Galeria Sabauda, Torí |                                                                                         |
| Escenes de la Passió de Crist                                                                                        | (Cat.42). Una obra encarregada per Tomàs Portinari (1428-1501), el representant dels interessos de la banca Mèdici a Bruges, i la seva jove esposa, Maria Baroncelli. Apareixen representats com a donants, de genolls i pregant als extrems de la part inferior de la pintura. Aquesta obra es pot datar cap el 1470, l'any del matrimoni dels donants. El tema de la pintura era apropiat per a un altar de misses per les ànimes dels Portinari, vius i morts. A partir de 1482 la pintura va estar a la capella familiar dels Portinari a l'església de Sant Egidi de Florència. |                                                                                         |
| Anvers de les taules Revers de les taules                                                                            | Díptic de sant Joan Evangelista i santa Verònica | Díptic de sant Joan Evangelista i santa Verònica                                        |
| Anvers de les taules Revers de les taules                                                                            | 1470-1475 | Oli sobre taula 30,2 × 23 cm (cada ala)                                                 |
| Anvers de les taules Revers de les taules                                                                            | Sant Joan i revers esquerre a Alte Pinakothek, Múnic Santa Verònica i revers dret a la National Gallery of Art de Washington |                                                                                         |
| Anvers de les taules Revers de les taules                                                                            | (Cat.59). Destaca els detalls en què l'autor representa el paisatge del fons dels personatges. El revers està decorat amb unes fornícules que contenen una calavera amb la inscripció morieris (hauràs de morir) en al·lusió a la fugacitat de la vida, i un calze amb una petita serp que llisca dins d'ell, en referència a un esdeveniment de la vida de Joan l'Evangelista, quan va beneir una tassa de verí i va beure d'ella sense patir danys. El conjunt de sant Joan Evangelista i la Verònica, amb una composició quasi idèntica, va ser repetit per Memling a la part exterior del Tríptic de Jan Floreins. La Verònica era una de les santes més venerades a l'Edat Mitjana i el Renaixement, quan s'obtenien indulgències mitjançant oracions davant les seves relíquies o davant la seva imatge. També era invocada contra el perill de mort sobtada abans de la confessió. |                                                                                         |
| Díptic de Granada | Díptic de Granada | Díptic de Granada                                                                       |
| Díptic de Granada | 1475 | Oli sobre taula 51,5 × 36,5 cm                                                          |
| Díptic de Granada | Capella Reial de Granada |                                                                                         |
| Díptic de Granada | (Cat.26). Tracta el tema del dol de Maria acompanyada de Sant Joan i les dones pietoses de Galilea - Maria Magdalena, Maria la mare de Jaume i de Josep, i la mare dels fills de Zebedeu - esmentat a Mateu 27:55-56, amb variacions a Marc 15:40. |                                                                                         |
| Díptic de Jean de Cellier                                                                                            | Díptic de Jean de Cellier | Díptic de Jean de Cellier                                                               |
| Díptic de Jean de Cellier                                                                                            | 1475 | Oli sobre taula 25 × 15 cm                                                              |
| Díptic de Jean de Cellier                                                                                            | Museu del Louvre |                                                                                         |
| Díptic de Jean de Cellier                                                                                            | (Cat.30). Petit díptic devocional amb un donant identificat per les armes amb Jean Cellier, un membre del gremi dels apotecaris, presentat per Sant Joan Baptista. Està pregant davant de Maria i el Nen Jesús, que estan a l'altra taula, rodejats de santes, en un jardí envoltat per una tanca de roses blanques i vermelles, un hortus conclusos, una metàfora de la seva virginitat. |                                                                                         |
| Tríptic del descans durant la fugida a Egipte                                                                        | Tríptic del descans durant la fugida a Egipte | Tríptic del descans durant la fugida a Egipte                                           |
| Tríptic del descans durant la fugida a Egipte                                                                        | 1475-1480 | Oli sobre taula 47 × 26 cm                                                              |
| Tríptic del descans durant la fugida a Egipte                                                                        | Museu del Louvre |                                                                                         |
| Tríptic del descans durant la fugida a Egipte                                                                        | (Cat.41,central; Cat.31,laterals). Petit tríptic domèstic centrat en la redempció a través de la vinguda de Crist i el seu sacrifici, anunciat per Joan Baptista (panell esquerre) en el baptisme i constatat per Maria Magdalena (panell dret) l'endemà de la Resurrecció. Les figures simbòliques es magnifiquen en primer pla, els detalls del desenvolupament històric són tractats en un segon pla dins un paisatge que ofereix l'harmonia clara i serena de l'espai. |                                                                                         |
| Tríptic Donne tancat · Tríptic obert                                                                                 | Tríptic Donne | Tríptic Donne                                                                           |
| Tríptic Donne tancat · Tríptic obert                                                                                 | 1478 | Oli sobre taula 71 × 69 cm (central) 70,5 × 30,5 cm (cada ala)                          |
| Tríptic Donne tancat · Tríptic obert                                                                                 | National Gallery de Londres |                                                                                         |
| Tríptic Donne tancat · Tríptic obert                                                                                 | (Cat.25). El tríptic va ser un encàrrec de sir John Donne de Kidwelly, un resident gal·lès a Calais a la dècada de 1470. Acompanyat de Santa Caterina, s'agenolla en adoració a la Mare de Déu i el Nen, mentre Santa Bàrbara acompanya a l'esposa de Donne i la seva filla. A la taula esquerra hi ha Sant Joan Baptista i a la dreta, Sant Joan Evangelista, el patró de John Donne. A la finestra de darrere de l'evangelista hi ha un paó, símbol de l'eternitat. Les figures en grisalla de la cara exterior del tríptic corresponen a estàtues de sant Cristòfor i sant Antoni Abat. |                                                                                         |
| Tríptic del matrimoni místic de Santa Caterina tancat · Tríptic del matrimoni místic de Santa Caterina obert         | Tríptic del matrimoni místic de Santa Caterina | Tríptic del matrimoni místic de Santa Caterina                                          |
| Tríptic del matrimoni místic de Santa Caterina tancat · Tríptic del matrimoni místic de Santa Caterina obert         | 1479 Datat | Oli sobre taula 173,6 × 173,7 cm                                                        |
| Tríptic del matrimoni místic de Santa Caterina tancat · Tríptic del matrimoni místic de Santa Caterina obert         | Museu Memling, Bruges |                                                                                         |
| Tríptic del matrimoni místic de Santa Caterina tancat · Tríptic del matrimoni místic de Santa Caterina obert         | (Cat.6). És considerada una obra mestra de l'artista, harmoniosa, delicada i amb unes qualitats artístiques encaminades a suggerir la idea mística de l'oració. Va ser un encàrrec de 1475 dels germans laics de l'obra, que estan representats en la cara externa de les ales del tríptic que es poden veure quan està tancat. Els germans Antony Seghers i Jacob de Kueninc estan acompanyats per sant Jaume el Major i sant Antoni Abat, mentre que les germanes Agnès de Casembrood i Clara van Hülsen estan acompanyades de les seves santes patrones santa Agnès i santa Clara. La taula central presenta el tema del matrimoni místic de Santa Caterina, que es va desenvolupar en l'hagiografia italiana del segle xiv i s'aplicava indistintament a santa Caterina de Siena i santa Caterina d'Alexandria. |                                                                                         |
| Revers del tríptic de Jan Floreins · Tríptic de Jan Floreins                                                         | Tríptic de Jan Floreins | Tríptic de Jan Floreins                                                                 |
| Revers del tríptic de Jan Floreins · Tríptic de Jan Floreins                                                         | 1479 Datat | Oli sobre taula 48,5 × 106 cm (central) 48 × 25 cm (cada ala)                           |
| Revers del tríptic de Jan Floreins · Tríptic de Jan Floreins                                                         | Museu Memling, Bruges |                                                                                         |
| Revers del tríptic de Jan Floreins · Tríptic de Jan Floreins                                                         | (Cat.7). És una petita versió del retaule sobre el mateix al Prado, pintat set anys abans. Prenent com a base l'arquitectura de l'escena principal del Tríptic de Columba de Rogier van der Weyden, l'acció es desenvolupa en una ruïna rectangular amb un doble arc entre el primer pla i l'espai del fons. El donant està agenollat a l'esquerra darrere d'un mur baix. Igual que al Tríptic del Prado, representa la Nativitat i l'Adoració dels Mags però en un angle totalment diferent i en un altre espai. El seu interès arquitectònic es recull també a l'escena de la dreta, amb la Presentació al temple que situa a la part sud del creuer de l'antiga catedral de Sant Donacià. L'escena de l'Adoració dels Mags està construïda simètricament a l'estil antic de Colònia, amb la Mare de Déu al centre. Cal destacar una elevada humanitat en aquesta escena, i una major intimitat amb l'espectador en comparació amb el Retaule del Prado. S'hi observa un efecte trompe-l'oeil en un dels extrems de la capa del rei vell pintat sobre el marc. El patró és Jan Floreins, també conegut com Van der Rijst, un membre de la comunitat monàstica de l'Hospital de Bruges des de 1472. Està vestit amb un hàbit negre amb un llibre. El nombre 36, en referència a la seva edat, està tallat a la pedra al costat del seu cap. Es desconeix el destí original del retaule, però és probable que Jan Floreins l'instal·lés en una capella lateral de l'hospital. El tríptic tancat mostra una composició quasi idèntica a la visió oberta del Díptic de sant Joan Evangelista i la Verònica amb aquests dos sants. |                                                                                         |
| Tríptic d'Adriaan Reins tancat · Tríptic d'Adriaan Reins                                                             | Tríptic d'Adriaan Reins | Tríptic d'Adriaan Reins                                                                 |
| Tríptic d'Adriaan Reins tancat · Tríptic d'Adriaan Reins                                                             | 1480 Datat | Oli sobre taula 45,4 × 35,8 cm (central) 45,3 × 15,3 cm (cada ala)                      |
| Tríptic d'Adriaan Reins tancat · Tríptic d'Adriaan Reins                                                             | Museu Memling, Bruges |                                                                                         |
| Tríptic d'Adriaan Reins tancat · Tríptic d'Adriaan Reins                                                             | (Cat.8). El tríptic tancat mostra imatges de Santa Wilgefortis a l'esquerra i santa Maria Egipcíaca a la dreta. Obert, el panell esquerre mostra Sant Adrià i el donant agenollat; al centre, una escena d'un Davallament de la Creu, i al tauler de la dreta s'hi veu Santa Bàrbara. El quadre va ser encarregat per Adriaan Reins, monjo de l'hospital de Sant Joan. El rostre del donant no mostra signes d'una tragèdia, només d'un trist esdeveniment. Presenta una certa influència de l'estil de Rogier van der Weyden i Hugo van der Goes i s'ha considerat que podria ser una obra de joventut, tot i tenir la data de 1480 al marc. Es pensa que la data no és de quan va ser pintat, sinó de quan va ser donat per Reins a l'hospital. |                                                                                         |
| Els goigs de la Mare de Déu                                                                                          | Els goigs de la Mare de Déu | Els goigs de la Mare de Déu                                                             |
| Els goigs de la Mare de Déu                                                                                          | 1480 Datat | Oli sobre taula 81 × 189 cm                                                             |
| Els goigs de la Mare de Déu                                                                                          | Alte Pinakothek, Múnic |                                                                                         |
| Els goigs de la Mare de Déu                                                                                          | (Cat.9). L'obra Els goigs de la Mare de Déu va ser acabada el 1480 i va ser una donació de Pieter Bultync i la seva dona Katelyne van Ryebeke, com a retaule de la capella del gremi dels Tanner (blanquers) o dels Saddler (talabarders), la capella més oriental de l'església de la Mare de Déu de Bruges. L'escena central mostra en primer pla l'Adoració dels Reis Mags i una composició amb un important simbolisme litúrgic, com Maria, representant l'Ara Dei (altar de Déu) o Ara Coeli (altar del Cel), en sostenir el seu fill, el pa eucarístic, a la seva falda, mentre se li acosten els Reis Mags, com representants simbòlics de l'Església universal. Així, el retaule de Memling compleix funcions devocionals i litúrgiques. |                                                                                         |
| Díptic obertDíptic tancat                                                                                            | Díptic de Múnic | Díptic de Múnic                                                                         |
| Díptic obertDíptic tancat                                                                                            | 1480 | Oli sobre taula 40 × 29 cm (cada ala)                                                   |
| Díptic obertDíptic tancat                                                                                            | Alte Pinakothek, Múnic |                                                                                         |
| Díptic obertDíptic tancat                                                                                            | (Cat.29). Obra jovenívola de l'artista considerada de dubtosa autoria per alguns historiadors. Mostra la Mare de Déu amb Nen envoltada amb àngels músics que toquen l'orgue portàtil, llaüt, arpa i viola. Té una inspiració en la Madonna a la pèrgola del roser de Lochner. A la banda dreta, hi ha una taula amb el comitent i sant Jordi. La versió tancada, actualment separada, mostrava una imatge de santa Anna, la Verge i Jesús, una taula que no va ser identificada fins a 1935 i que es troba en mal estat. |                                                                                         |
| Sant Esteve i Sant Cristòfor                                                                                         | Sant Esteve i Sant Cristòfor | Sant Esteve i Sant Cristòfor                                                            |
| Sant Esteve i Sant Cristòfor                                                                                         | 1480 | Oli sobre taula 48 × 17 cm (cada panell).                                               |
| Sant Esteve i Sant Cristòfor                                                                                         | Museu d'Art de Cincinnati (Ohio) |                                                                                         |
| Sant Esteve i Sant Cristòfor                                                                                         | (Cat.32). Es consideren les parts exteriors dels panells del Tríptic del descans durant la fugida a Egipte del Louvre, separades abans de 1850. L'escena de sant Esteve fa referència a la seva lapidació, incloent el passatge previ de la discussió amb el sanedrí en una escena del fons. La imatge de sant Cristòfor és la icona clàssica i també inclou, al fons, dues escenes del seu martiri: l'elm roent sobre el seu cap i la decapitació. |                                                                                         |
| Revers taules de Londres · Fotomuntatge del Retaule Pagagnotti                                                       | Retaule Pagagnotti (simulació) | Retaule Pagagnotti (simulació)                                                          |
| Revers taules de Londres · Fotomuntatge del Retaule Pagagnotti                                                       | 1480 | Oli sobre taula 56 × 17 cm (cada ala).                                                  |
| Revers taules de Londres · Fotomuntatge del Retaule Pagagnotti                                                       | Galeria dels Uffizi (taula central) National Gallery de Londres (ales) |                                                                                         |
| Revers taules de Londres · Fotomuntatge del Retaule Pagagnotti                                                       | El tríptic va ser realitzat per la família Pagagnotti, segons es desprèn de l'escut d'armes que es mostra al revers de l'ala esquerra. La grua va ser el símbol de Benedetto Pagagnotti, un clergue florentí, per a qui va ser pintat el tríptic. Quan Giorgio Faggi va fer el catàleg de les obres de Memling no s'havia vinculat encara la taula central amb les ales. (Cat.79) Taula central amb la Mare de Déu amb el Nen i àngels músics, actualment als Uffizi, Florència. (Cat.33). Ales (i el seu revers) del desmembrat Tríptic Pagagnotti. A l'esquerra està Sant Joan Baptista, portant el xai que simbolitza Crist. A la dreta, Sant Llorenç, que porta la graella en què va ser rostit fins a la mort. Els reversos mostren unes grues i l'escut d'armes de la família Pagagnotti de Florència. |                                                                                         |
| Tríptic de Moreel tancat · Tríptic de Moreel obert                                                                   | Tríptic de Moreel | Tríptic de Moreel                                                                       |
| Tríptic de Moreel tancat · Tríptic de Moreel obert                                                                   | 1484 Datat | Oli sobre taula 121 × 291,5 cm (central), 121 × 69 cm (cada ala)                        |
| Tríptic de Moreel tancat · Tríptic de Moreel obert                                                                   | Groeningemuseum, Bruges |                                                                                         |
| Tríptic de Moreel tancat · Tríptic de Moreel obert                                                                   | (Cat.12). Va ser un encàrrec del polític Willem Moreel i la seva dona Barbara van Vlaenderberch per a l'església de sant Jaume de Bruges on tenien previst ser enterrats. A la taula central hi ha uns personatges estàtics en un entorn irreal pintat amb realisme. La figura central és sant Cristòfor invocat com a protector contra la mort sobtada. A l'esquerra de la imatge està sant Maure amb bàcul i un llibre obert. A la dreta hi ha sant Gil, un eremita benedictí que es presenta amb els seus atributs, una fletxa i una daina. Aquests dos sants estan relacionats etimològicament amb els cognoms dels comitents. El fons de la taula central és un lluminós paisatge que s'estén a les dues ales on apareixen els comitents amb la seva família en actitud orant. L'ala esquerra està presidida pel comitent amb els seus cinc fills homes i el seu patró sant Guillem. L'ala dreta presenta l'esposa amb les seves deu filles sota la protecció de santa Bàrbara, patrona de la donant. La part exterior de les ales tenen una representació en grisalla de sant Joan i sant Jordi, el nom de dos dels fills de la família. |                                                                                         |
| Tríptic de Viena obert · Tríptic de Viena tancat                                                                     | Tríptic de Viena | Tríptic de Viena                                                                        |
| Tríptic de Viena obert · Tríptic de Viena tancat                                                                     | 1485 | Oli sobre taula 69 × 47 cm (central), 69,5 × 17,3 cm (cada panell)                      |
| Tríptic de Viena obert · Tríptic de Viena tancat                                                                     | Kunsthistorisches Museum, Viena |                                                                                         |
| Tríptic de Viena obert · Tríptic de Viena tancat                                                                     | (Cat.24). Es tracta d'una entronització de la Mare de Déu amb Nen, un àngel músic i comitent. Esta flanquejada per dues taules amb els sants Joans. Amb el retaule tancat estan les figures d'Adam i Eva. La composició de la taula central va ser feta servir per Memling en diverses ocasions. La més similar en la que canvia el donant per un altre àngel és el Tríptic Pagagnotti conservada als Uffizi. |                                                                                         |
| Mare de Déu i el Nen · Comitent · Revers del comitent                                                                | Tríptic de Chicago | Tríptic de Chicago                                                                      |
| Mare de Déu i el Nen · Comitent · Revers del comitent                                                                | 1485 | Oli sobre taula 35 × 26 cm (cada panell)                                                |
| Mare de Déu i el Nen · Comitent · Revers del comitent                                                                | Art Institute of Chicago |                                                                                         |
| Mare de Déu i el Nen · Comitent · Revers del comitent                                                                | (Cat.28). Un díptic devocional on la imatge de la Mare de Déu guarda similituds d'estil amb el Díptic de Martin van Nieuwenhove, potser l'obra més famosa d'aquest format. La vestimenta del comitent recorda la que porta Albrecht Dürer al seu autoretrat de 1493, actualment al museu del Louvre, la qual cosa indica el seu possible origen germànic. L'escena s'ubica en una sala comuna per a totes dues taules amb una finestra al fons i un mirall convex al costat esquerre. La decoració és menys ambiciosa que al díptic de Nieuewenhove, si bé juga amb els seus objectes per aconseguir la perspectiva. També genera un efecte trompe-l'oeil amb la màniga de donant sobresortint al marc inferior |                                                                                         |
| Frontal del tríptic de les vanitats terrenals i la divina salvació                                                   | Tríptic de les vanitats terrenals i la divina salvació (frontal) | Tríptic de les vanitats terrenals i la divina salvació (frontal)                        |
| Frontal del tríptic de les vanitats terrenals i la divina salvació                                                   | 1485 | Oli sobre taula 22 × 13 cm (cada panell)                                                |
| Frontal del tríptic de les vanitats terrenals i la divina salvació                                                   | Museu de Belles Arts d'Estrasburg |                                                                                         |
| Frontal del tríptic de les vanitats terrenals i la divina salvació                                                   | (Cat.34). L'obra es va trobar a Florència i és un memento mori, un recordatori de la fugacitat dels béns terrenals: "pensa en el teu últim destí i mai no faràs cap pecat".［Siràcida 7:36］ La vanitat és representada per una dona jove sostenint un mirall. La figura nua és la més famosa del políptic, on destaca la inexplicada presència d'unes sandàlies als seus peus. Els dos llebrers tenen un simbolisme eròtic que reforça el missatge de la figura nua. El mirall és el símbol de la luxúria. Cal considerar que recorda a Eva o Betsabé, la font del pecat, i que estan relacionades amb la transició cap a la mort. Memling desplega el talent d'un miniaturista refinat en el tractament dels detalls, sinó també el contingut i l'abast per fer front a la mort i l'espectacle desolador. La lectura es fa pas a pas, l'exhortació a fugir dels plaers mundans i la temptació d'arribar al Judici Final i, possiblement, el Paradís. La filactèria de la mort diu: Ecce finis hominis. Comparatus sum luto et assimilatus sum faville et cineri. |                                                                                         |
| Revers del tríptic de les vanitats terrenals i la divina salvació                                                    | Tríptic de les vanitats terrenals i la divina salvació (revers) | Tríptic de les vanitats terrenals i la divina salvació (revers)                         |
| Revers del tríptic de les vanitats terrenals i la divina salvació                                                    | 1485 | Oli sobre taula 22 × 15 cm (cada panell)                                                |
| Revers del tríptic de les vanitats terrenals i la divina salvació                                                    | Museu de Belles Arts d'Estrasburg |                                                                                         |
| Revers del tríptic de les vanitats terrenals i la divina salvació                                                    | (Cat.34). Al cel està representat Crist en glòria, el Salvator Mundi, envoltat per quatre àngels músics amb quatre albes i ales de diferent color. La seva figura és una versió en miniatura de la del Retaule de Santa María la Real de Nájera. La calavera, al seu costat, té gairebé la mateixa aparença que la que es troba al revers del Díptic de sant Joan Evangelista i santa Verònica. El text esculpit a la paret del nínxol es refereix directament a la central juntament amb la imatge del Salvador. L'escut d'armes decoratiu dissenyat i el lema s'atribueixen a la família bolonyesa Loiani, probablement a Antonio Loiani, qui tenia una esposa originària de Flandes. |                                                                                         |
| Díptic de Martin van Nieuwenhove                                                                                     | Díptic de Martin van Nieuwenhove | Díptic de Martin van Nieuwenhove                                                        |
| Díptic de Martin van Nieuwenhove                                                                                     | 1487 Datat | Oli sobre taula 44 × 33 cm (cada ala)                                                   |
| Díptic de Martin van Nieuwenhove                                                                                     | Museu Memling, Bruges |                                                                                         |
| Díptic de Martin van Nieuwenhove                                                                                     | (Cat.13). El treball és del mateix any que el Tríptic Portinari i s'associa amb el seu estil i tipologia. Presenta, al seu panell esquerre, Maria amb el Nen de front i al panell dret mostra un retrat de mig cos del donant i propietari de l'obra, Martin van Nieuwenhove mentre està pregant. Maria i el Nen Jesús són similars als seus homòlegs del Retaule de Santa Columba de Rogier van der Weyden, si bé amb gestos més naturals. Van Nieuwenhove va ser burgmestre de Bruges deu anys més tard. Un fragment del paisatge que envolta la ciutat és visible a través de la finestra de la dreta. Maria està lliurant-li amorosament una poma al Nen Jesús. El fruit, símbol de la caiguda d'Adam i Eva, fa referència a Crist com el redemptor dels pecats de la humanitat. El Nen allargant la mà per a agafar-la simbolitza l'acceptació del seu destí com a creador d'un nou ordre mundial. A l'esquerra, al costat del braç de Maria hi ha un mirall convex on es reflecteixen les figures dels personatges principals: la Mare de Déu visible per la part del darrere i part dels donants. A part d'ells es pot veure al seient de la finestra i un llibre obert. El recurs del mirall havia estat utilitzat anteriorment per Jan van Eyck al Matrimoni Arnolfini, de qui Memling va prendre la tècnica. El mirall fa real una situació imaginaria -la visita del donant a Maria- i fa portar al propi espectador a sentir-se com si veiés l'escena a través d'una finestra. És una obra mestra de la imaginació artística.                                                                                       |                                                                                         |
| Tríptic Portinari | Tríptic Portinari | Tríptic Portinari                                                                       |
| Tríptic Portinari | 1487 Datat | Oli sobre taula 43 × 32 cm (cada taula)                                                 |
| Tríptic Portinari | Taula de Maria a Gemäldegalerie (Berlín). La resta a Galeria dels Uffizi, Florència |                                                                                         |
| Tríptic Portinari | (Cat.14). El conjunt està actualment separat entre dos museus. La figura de sant Benet, identificada amb una inscripció (Sanctus Benedictus), representa el sant del comitent, Benedetto Portinari, que apareix al panell dret. A la part posterior de la taula hi figura l'emblema del personatge. Les tres taules mantenen una continuïtat del paisatge de fons, com si els personatges estigueren ubicats davant un finestral dins un palau. A la taula del comitent es mostra la data -1487- a la barana. |                                                                                         |
| Reliquiari de Santa Úrsula                                                                                           | Reliquiari de Santa Úrsula | Reliquiari de Santa Úrsula                                                              |
| Reliquiari de Santa Úrsula                                                                                           | 1489 Datat | Oli sobre taula 87 × 33 × 91 cm                                                         |
| Reliquiari de Santa Úrsula                                                                                           | Museu Memling, Bruges |                                                                                         |
| Reliquiari de Santa Úrsula                                                                                           | (Cat.15). És una urna de fusta tallada i daurada amb unes petites pintures a l'oli inserides als seus costats. Tenia per objecte contenir les relíquies de Santa Úrsula que es mostraven al públic només el dia de la seva festa. Les relíquies varen ser solemnement ubicades en aquest reliquiari el 21 de novembre de 1489. |                                                                                         |
| Retaule de Santa María la Real de Nájera                                                                             | Retaule de Santa María la Real de Nájera | Retaule de Santa María la Real de Nájera                                                |
| Retaule de Santa María la Real de Nájera                                                                             | 1489 | Oli sobre taula 164 × 212 cm (central), 165 × 230 cm (cada ala)                         |
| Retaule de Santa María la Real de Nájera                                                                             | Reial Museu de Belles Arts d'Anvers |                                                                                         |
| Retaule de Santa María la Real de Nájera                                                                             | (Cat.35). L'obra fa una exposició dels instruments musicals que formaven les orquestres religioses fins a finals del segle xv de la mà de deu àngels músics i sis cantors. L'escena s'inspira en el passatge de l'Evangeli de Sant Mateu on esmenta: "Quan el Fill de l'home vindrà ple de glòria, acompanyat de tots els àngels, s'asseurà en el seu tron gloriós", ［Mt 25:31-46］, un passatge que prefigura la part del Judici Final que té la figura del Redemptor. L'obra va ser encarregada el 1487 pels cònsols dels mercaders espanyols a Bruges Pedro i Antonio de Nájera per a decorar l'orgue de Santa María la Real de Nájera, antic panteó dels reis de Navarra. Alguns adorns de les 17 figures (més grans que la mida natural) ostenten les armes de Castella i de Lleó. Al panell central s'hi havia de representar l'Assumpció de la Mare de Déu. Va ser la primera obra on Memling va treballar amb algun col·laborador, i només se n'ha conservat el Crist rodejat d'àngels músics. S'ha considerat que és una obra d'una certa avantguarda cap al gran art decoratiu del renaixement. Després d'estar abandonat durant quatre segles, el 1885 va ser comprat per un antiquari i venut al govern belga, que el va lliurar al Museu Reial de Belles Arts (Anvers). |                                                                                         |
| Díptic Lachovsky-Bardi - ala esquerra · Díptic Lachovsky-Bardi - ala dreta                                           | Díptic Lachovsky-Bardi | Díptic Lachovsky-Bardi                                                                  |
| Díptic Lachovsky-Bardi - ala esquerra · Díptic Lachovsky-Bardi - ala dreta                                           | 1490 | Oli sobre taula                                                                         |
| Díptic Lachovsky-Bardi - ala esquerra · Díptic Lachovsky-Bardi - ala dreta                                           | Davallament: 54 × 36 cm. Groeningemuseum Santes dones: 51 × 40 cm. Museu d'art de Sao Paulo |                                                                                         |
| Díptic Lachovsky-Bardi - ala esquerra · Díptic Lachovsky-Bardi - ala dreta                                           | (Cat.27). La taula de l'esquerra és un Davallament i la taula dreta és el Dolor de Maria amb Sant Joan i les dones pietoses de Galilea. Es tracta d'una versió del Díptic de Granada amb el tema del dol de Maria acompanyada de Sant Joan i les dones pietoses de Galilea - Maria Magdalena, Maria la mare de Jaume i de Josep, i la mare dels fills de Zebedeu - esmentat a Mateu 27:55-56, amb variacions a Marc 15:40. Va ser desmuntat en data indeterminada i es troben a dues col·leccions diferents. |                                                                                         |
| Tríptic de la Resurrecció                                                                                            | Tríptic de la Resurrecció | Tríptic de la Resurrecció                                                               |
| Tríptic de la Resurrecció                                                                                            | 1490 | Oli sobre taula 42 × 62 cm                                                              |
| Tríptic de la Resurrecció                                                                                            | Museu del Louvre |                                                                                         |
| Tríptic de la Resurrecció                                                                                            | (Cat.23). La taula de l'esquerra presenta el martiri de Sant Sebastià amb una composició similar a la seva taula de 1475 actualment a Brussel·les. Es creu que fa al·lusió al fet que és un encàrrec del gremi d'arquers. A la taula central. el tema de la Resurrecció de Crist li dona nom al retaule. El sol acaba de sortir sobre la Ciutat Santa que es reconeix per l'edifici del centre de la imatge, la Cúpula de la Roca, que es va associar al temple de Jerusalem. A l'esquerra, al fons, les tres creus al Gòlgota. Crist es mostra de front, ocupant el centre de la composició, davant la seva tomba i fa el gest de benedicció, la tapa és oberta per un àngel. Dos dels quatre soldats que dormien s'han despertat i semblen atemorits. La imatge de Crist es reflecteix al casc d'un d'ells. Una innovació que acosta la composició al renaixement italià és el pòrtic que envolta i decora l'escena. El panell dret mostra l'Ascensió on només la visió dels peus de Crist insinua la resta de l'escena. |                                                                                         |
| Ala esquerra del tríptic de Greverade · Ala dreta del tríptic de Greverade · Panell central del tríptic de Greverade | Triptic de Greverade (visió obert) | Triptic de Greverade (visió obert)                                                      |
| Ala esquerra del tríptic de Greverade · Ala dreta del tríptic de Greverade · Panell central del tríptic de Greverade | 1491 Datat | Oli sobre taula 205 × 300 cm                                                            |
| Ala esquerra del tríptic de Greverade · Ala dreta del tríptic de Greverade · Panell central del tríptic de Greverade | Museu Santa Anna. Lübeck |                                                                                         |
| Ala esquerra del tríptic de Greverade · Ala dreta del tríptic de Greverade · Panell central del tríptic de Greverade | (Cat.16). La taula central és una Passió de Crist amb molts personatges i detalls. Va ser pintat per encàrrec de Heinrich Greverade o del seu germà Adolf per a la seva capella a la catedral catòlica de Lübeck. Heinrich era un comerciant que representava els interessos de la Hansa de la Oosterlingenhuis de Bruges. El seu germà es va convertir en el mestre de la Catedral de Lübeck el 1494. El donant es mostra en el retaule és, probablement, Adolf. Per diverses raons, la capella no es va inaugurar fins al 1504, tot i que el retaule data de 1491. Es tracta d'un tríptic amb les ales dobles. Obert mostra a l'esquerra Jesús carregant la Creu, la Crucifixió al panell central, i la Resurrecció, a la dreta. Entre els personatges destaca Longinus que es representat cec i un altre soldat li ajuda a guiar la llença per clavar-la al costat de Jesús, Magdalena va vestida amb un ric brocat i fa un gest de dolor que recorda als del mateix personatge pintat per Van der Weyden al Davallament de la Creu o al Retaule dels set sagraments. Darrere de Longinus hi ha el cap d'un personatge al peu de la creu de l'esquerra, que es considera un autoretrat de Memling. |                                                                                         |
| Anunciació (posició tancada) · Sant Blai i Sant Joan · Sant Jeroni i Sant Egidi                                      | Tríptic de Greverade (visió semi-tancat i tancat) | Tríptic de Greverade (visió semi-tancat i tancat)                                       |
| Anunciació (posició tancada) · Sant Blai i Sant Joan · Sant Jeroni i Sant Egidi                                      | 1491 Datat | Oli sobre taula 205 × 75 cm (cada taula)                                                |
| Anunciació (posició tancada) · Sant Blai i Sant Joan · Sant Jeroni i Sant Egidi                                      | Museu Santa Anna. Lübeck |                                                                                         |
| Anunciació (posició tancada) · Sant Blai i Sant Joan · Sant Jeroni i Sant Egidi                                      | (Cat.16). A la seva primera posició tancada es mostren quatre sants als quals l'altar estava dedicat: Sant Blai, Sant Joan Baptista, Sant Jeroni i Sant Egidi, ocupant tota l'amplada del tríptic. La cara més exterior, només visible amb les ales tancades per segona vegada, mostra una Anunciació en grisalla. Aquesta estructura no era habitual als Països Baixos i va estar probablement inspirada en exemples alemanys, sobretot de Lübeck. |                                                                                         |

### Episodis bíblics
| Imatge | Dades | Dades | Imatge | Dades                                 | Dades                                 |
| --- | --- | --- | --- | ------------------------------------- | ------------------------------------- |
| | Nativitat | Nativitat | | La Mare de Déu amb Crist mort         | La Mare de Déu amb Crist mort         |
| 1470-1472 | Oli sobre taula 28,6 × 21,3 cm | 1475 Datat | Oli sobre taula 27 × 19 cm |                                       |                                       |
| Museum für Angewandte Kunst, Colònia | Museum für Angewandte Kunst, Colònia | National Gallery of Victoria, Melbourne | National Gallery of Victoria, Melbourne |                                       |                                       |
| (Cat.39). Per l'orientació de la composició s'ha pensat que es tracta de la taula dreta d'un tríptic desaparegut. Estava originalment a Espanya des d'on va passar a la col·lecció Clemens de Múnic. | (Cat.39). Per l'orientació de la composició s'ha pensat que es tracta de la taula dreta d'un tríptic desaparegut. Estava originalment a Espanya des d'on va passar a la col·lecció Clemens de Múnic. | (Cat.4). Està datat a la columna de l'esquerra. És un Christus patiens gregorià, és a dir, una representació simbòlica de Crist amb els atributs de la mort, però encara viu. És una imatge de sacrifici freqüent a partir del segle xiii. Es mostren els elements de la Passió, llança, columna flagel·lació, claus. Sobre la columna hi ha el cap de Judes amb la borsa dels diners lligada al coll, sobre seu hi ha el cap de Pere i la minyona, una mica més avall els summes sacerdots Anàs i Califàs i, encara més avall, tres mans: una d'oberta "que bufeteja",［Joan 18:22］ la tancada "que colpeja" i la d'avall és la que subjectà la vara amb la fel. Al costat dret hi apareixen el cap de Pilat amb turbant, d'Herodes Antipas amb corona. La resta són objectes de la Passió (martell, claus) i mans que arranquen cabells, o cames i mans que agredeixen. | (Cat.4). Està datat a la columna de l'esquerra. És un Christus patiens gregorià, és a dir, una representació simbòlica de Crist amb els atributs de la mort, però encara viu. És una imatge de sacrifici freqüent a partir del segle xiii. Es mostren els elements de la Passió, llança, columna flagel·lació, claus. Sobre la columna hi ha el cap de Judes amb la borsa dels diners lligada al coll, sobre seu hi ha el cap de Pere i la minyona, una mica més avall els summes sacerdots Anàs i Califàs i, encara més avall, tres mans: una d'oberta "que bufeteja",［Joan 18:22］ la tancada "que colpeja" i la d'avall és la que subjectà la vara amb la fel. Al costat dret hi apareixen el cap de Pilat amb turbant, d'Herodes Antipas amb corona. La resta són objectes de la Passió (martell, claus) i mans que arranquen cabells, o cames i mans que agredeixen. |                                       |                                       |
| | Crist dels dolors | Crist dels dolors | | La Mare de Déu i el Crist dels dolors | La Mare de Déu i el Crist dels dolors |
| 1490 | Oli sobre taula 12,9 × 9,2 cm | 1475 -1525 | Oli sobre taula 53,3 × 37,9 cm |                                       |                                       |
| Christian Museum | Christian Museum | Capella Reial de Granada, Espanya | Capella Reial de Granada, Espanya |                                       |                                       |
| (Cat.54). | (Cat.54). | (Cat.48). | (Cat.48). |                                       |                                       |
| | Pietà | Pietà | | Al·legoria de la castedat             | Al·legoria de la castedat             |
| 1475-1480 | Oli sobre taula 68 × 53 cm | 1479-1480 | Oli sobre taula 38,3 × 31,9 cm |                                       |                                       |
| Galeria Doria-Pamphilj, Roma | Galeria Doria-Pamphilj, Roma | Museu Jacquemart-André, París | Museu Jacquemart-André, París |                                       |                                       |
| (Cat.45). La composició d'aquesta Pietà s'emmiralla en l'obra homònima de Rogier van der Weyden a Brussel·les. El donant que hi ha a la dreta és el mateix de Retrats de donants del mateix Memling, avui al Museu Nacional d'Art de Romania. | (Cat.45). La composició d'aquesta Pietà s'emmiralla en l'obra homònima de Rogier van der Weyden a Brussel·les. El donant que hi ha a la dreta és el mateix de Retrats de donants del mateix Memling, avui al Museu Nacional d'Art de Romania. | (Cat.121). També anomenada La Santa Puresa, és una fortalesa d'ametista custodiada per dos lleons. És una obra jovenívola del pintor amb un baix valor artístic. | (Cat.121). També anomenada La Santa Puresa, és una fortalesa d'ametista custodiada per dos lleons. És una obra jovenívola del pintor amb un baix valor artístic. |                                       |                                       |
| | L'Anunciació | L'Anunciació | | Crist lligat a la columna             | Crist lligat a la columna             |
| 1482 Datat | Oli sobre taula 79 × 55 cm | 1485-1490 | Oli sobre taula 58,8 × 34,3 cm |                                       |                                       |
| Metropolitan Museum of Art, Nova York | Metropolitan Museum of Art, Nova York | Col·lecció Mateu, Barcelona | Col·lecció Mateu, Barcelona |                                       |                                       |
| (Cat.11). L' escena es produeix en un dormitori moblat on molts dels elements domèstics tenen connotacions simbòliques. La gerra d'aigua, a través del qual passa la llum no corrompuda, i el gerro de lliris són símbols de la puresa de la Verge, mentre que el canelobre buit significa el seu imminent paper com a portador de Crist, llum del món. La vestimenta sacerdotal de Gabriel al·ludeix al ritual de la missa i, per tant, l'encarnació de Crist. Una suau llum brilla sobre la Verge i banya tota l'habitació, elevant l'escena des del regne del comú i assenyalant la naturalesa sagrada del drama. | (Cat.11). L' escena es produeix en un dormitori moblat on molts dels elements domèstics tenen connotacions simbòliques. La gerra d'aigua, a través del qual passa la llum no corrompuda, i el gerro de lliris són símbols de la puresa de la Verge, mentre que el canelobre buit significa el seu imminent paper com a portador de Crist, llum del món. La vestimenta sacerdotal de Gabriel al·ludeix al ritual de la missa i, per tant, l'encarnació de Crist. Una suau llum brilla sobre la Verge i banya tota l'habitació, elevant l'escena des del regne del comú i assenyalant la naturalesa sagrada del drama. | (Cat.43). Taula descoberta a la segona meitat del s. XX, ha tingut alguna restauració amb afegits de gotes de sang que desllueixen la pintura original. | (Cat.43). Taula descoberta a la segona meitat del s. XX, ha tingut alguna restauració amb afegits de gotes de sang que desllueixen la pintura original. |                                       |                                       |
| | El bany de Betsabé | El bany de Betsabé | | Bust de Maria                         | Bust de Maria                         |
| 1485 | Tremp i oli sobre taula 191 × 84 cm | finals s. XV | Oli sobre taula 29,2 × 24,8 cm |                                       |                                       |
| Staatsgalerie Stuttgart | Staatsgalerie Stuttgart | Museu d'Art de Filadèlfia | Museu d'Art de Filadèlfia |                                       |                                       |
| (Cat.36). Segons el relat bíblic, el rei David va veure Betsabé al bany del terrat del seu palau. Com que la desitjava i estava casada amb Uries, va enviar-lo al front de batalla durant el setge de Rabba. Uries va morir i el rei va fer Betsabé la seva esposa. L'escena mostra Betsabé sortint del recinte de bany tancat amb una cortina ubicat a l'avantsala del dormitori. Una donzella l'ajuda amb un llençol blanc. El cabell trenat en un turbant i les gotes d'aigua a la seva pell reflecteixen el poder d'observació de l'artista. La figura nua no presenta sensualitat. Les seves proporcions allargades, d'acord amb l'ideal gòtic de la bellesa femenina, es corresponen amb el format estret de la taula. El sentit de profunditat espacial s'aconsegueix a través de la disposició esglaonada dels mobles. | (Cat.36). Segons el relat bíblic, el rei David va veure Betsabé al bany del terrat del seu palau. Com que la desitjava i estava casada amb Uries, va enviar-lo al front de batalla durant el setge de Rabba. Uries va morir i el rei va fer Betsabé la seva esposa. L'escena mostra Betsabé sortint del recinte de bany tancat amb una cortina ubicat a l'avantsala del dormitori. Una donzella l'ajuda amb un llençol blanc. El cabell trenat en un turbant i les gotes d'aigua a la seva pell reflecteixen el poder d'observació de l'artista. La figura nua no presenta sensualitat. Les seves proporcions allargades, d'acord amb l'ideal gòtic de la bellesa femenina, es corresponen amb el format estret de la taula. El sentit de profunditat espacial s'aconsegueix a través de la disposició esglaonada dels mobles. | (Cat.38). És un fragment d'una Anunciació que ha tingut una conservació deficient i el seu estat es regular. Va ser identificada com obra de Memling per Friedländer el 1920. | (Cat.38). És un fragment d'una Anunciació que ha tingut una conservació deficient i el seu estat es regular. Va ser identificada com obra de Memling per Friedländer el 1920. |                                       |                                       |

### Imatges de la Mare de Déu, Crist i sants
| Imatge | Dades | Dades | Imatge | Dades                                           | Dades                                           |
| --- | --- | --- | --- | ----------------------------------------------- | ----------------------------------------------- |
| | Crist amb la corona d'espines | Crist amb la corona d'espines | | La Mare de Déu amb Sant Antoni Abat i el donant | La Mare de Déu amb Sant Antoni Abat i el donant |
| 1470 | Oli sobre taula 52 × 32 cm | 1472 Datat | Oli sobre taula 93 × 55 cm |                                                 |                                                 |
| Palazzo Bianco, (Gènova, Itàlia) | Palazzo Bianco, (Gènova, Itàlia) | National Gallery of Canada, Ottawa | National Gallery of Canada, Ottawa |                                                 |                                                 |
| (Cat.52). És una obra d'un gran dramatisme encarregada per un client italià. La família propietària va encarregar-ne una còpia en tremp a Domenico Ghirlandaio qui, tot i realitzar una bona obra, no aconsegueix la força de l'obra original. | (Cat.52). És una obra d'un gran dramatisme encarregada per un client italià. La família propietària va encarregar-ne una còpia en tremp a Domenico Ghirlandaio qui, tot i realitzar una bona obra, no aconsegueix la força de l'obra original. | (Cat.2). Es desconeix la identitat del donant que surt acompanyat per sant Antoni Abat amb els seus atributs del bastó i un porquet. És una obra amb un detall molt treballat i una perspectiva que permet observar l'estança en el segon pla, gràcies al dibuix del terra. | (Cat.2). Es desconeix la identitat del donant que surt acompanyat per sant Antoni Abat amb els seus atributs del bastó i un porquet. És una obra amb un detall molt treballat i una perspectiva que permet observar l'estança en el segon pla, gràcies al dibuix del terra. |                                                 |                                                 |
| | El martiri de Sant Sebastià | El martiri de Sant Sebastià | | Crist donant la benedicció                      | Crist donant la benedicció                      |
| 1475 | Oli sobre taula 67 × 68 cm | 1478 Datat | Oli sobre taula 38,1 × 28,2 cm |                                                 |                                                 |
| Museu Reial de Belles Arts de Bèlgica, Brussel·les | Museu Reial de Belles Arts de Bèlgica, Brussel·les | Norton Simon Museum, Pasadena | Norton Simon Museum, Pasadena |                                                 |                                                 |
| (Cat.60). Sant Sebastià va ser un capità de la Guàrdia Pretoriana convertit al catolicisme, raó per la qual va ser perseguit per Dioclecià. A la pintura, Memling situà discretament l'emperador entre les roques darrere dels arquers. Sebastià va sobreviure al seu martiri amb les fletxes i, com que la fletxa era el símbol de la pesta, es va convertir en el sant protector contra aquesta malaltia. La posició del cos amb el braç dret del sant al llarg del cos i l'esquerre lligat a l'arbre per sobre del seu cap, pot estar inspirat en els gravats alemanys que acompanyaven la pregària contra la pesta. A més, les fletxes que travessen les seves quatre extremitats i el seu costat estan referenciant les cinc nafres de Crist crucificat. | (Cat.60). Sant Sebastià va ser un capità de la Guàrdia Pretoriana convertit al catolicisme, raó per la qual va ser perseguit per Dioclecià. A la pintura, Memling situà discretament l'emperador entre les roques darrere dels arquers. Sebastià va sobreviure al seu martiri amb les fletxes i, com que la fletxa era el símbol de la pesta, es va convertir en el sant protector contra aquesta malaltia. La posició del cos amb el braç dret del sant al llarg del cos i l'esquerre lligat a l'arbre per sobre del seu cap, pot estar inspirat en els gravats alemanys que acompanyaven la pregària contra la pesta. A més, les fletxes que travessen les seves quatre extremitats i el seu costat estan referenciant les cinc nafres de Crist crucificat. | (Cat.5). La imatge recorda un tipus iconogràfic trobat a les primeres icones sagrades cristianes i romanes d'Orient, però també es fa ressò de l'estil compositiu del seu mestre Rogier van der Weyden. A la forma i al sentiment, l'autor presagia el retrat italià de la dècada següent: la recerca de la claredat i l'ordre, l'efecte monumental que aconsegueix omplint el quadre amb el cap i les espatlles de Crist; el primer pla del rostre mòrbidament modelat sobre un fons neutre. L'esperit afable del Redemptor es presenta de forma plenament humana en aquesta imatge devocional, transformant l'estil de les imatges religioses i retrats de tot Europa a partir d'aquest moment. | (Cat.5). La imatge recorda un tipus iconogràfic trobat a les primeres icones sagrades cristianes i romanes d'Orient, però també es fa ressò de l'estil compositiu del seu mestre Rogier van der Weyden. A la forma i al sentiment, l'autor presagia el retrat italià de la dècada següent: la recerca de la claredat i l'ordre, l'efecte monumental que aconsegueix omplint el quadre amb el cap i les espatlles de Crist; el primer pla del rostre mòrbidament modelat sobre un fons neutre. L'esperit afable del Redemptor es presenta de forma plenament humana en aquesta imatge devocional, transformant l'estil de les imatges religioses i retrats de tot Europa a partir d'aquest moment. |                                                 |                                                 |
| | Salvator Mundi | Salvator Mundi | | David i un nen                                  | David i un nen                                  |
| 1475 | Oli sobre taula 20,5 cm | 1485 | Oli sobre taula 25,4 × 19,7 cm |                                                 |                                                 |
| Metropolitan Museum of Art | Metropolitan Museum of Art | Staatsgalerie Stuttgart | Staatsgalerie Stuttgart |                                                 |                                                 |
| (Cat.50). | (Cat.50). | (Cat.37). | (Cat.37). |                                                 |                                                 |
| | L'arcàngel Miquel | L'arcàngel Miquel | | Àngel amb branca d'olivera                      | Àngel amb branca d'olivera                      |
| 1479 | Oli sobre taula 37 × 16 cm | 1480 | Oli sobre taula 16 × 10 cm |                                                 |                                                 |
| Col·lecció Wallace, Londres | Col·lecció Wallace, Londres | Museu del Louvre, París | Museu del Louvre, París |                                                 |                                                 |
| (Cat.56). L'ala dreta d'un tríptic, probablement el que es descriu en el 1516 i 1524 als inventaris de Margarida d'Àustria, que tenia una pietà de Van der Weyden al panell central amb els panells laterals del "mestre Hans", cada un amb un àngel i amb una Anunciació en grisalla a l'exterior. Exhibeix el suau naturalisme analític de Memling amb la imatge situada al centre com si fos una columna vivent contra un fons d'or estranyament arcaic. | (Cat.56). L'ala dreta d'un tríptic, probablement el que es descriu en el 1516 i 1524 als inventaris de Margarida d'Àustria, que tenia una pietà de Van der Weyden al panell central amb els panells laterals del "mestre Hans", cada un amb un àngel i amb una Anunciació en grisalla a l'exterior. Exhibeix el suau naturalisme analític de Memling amb la imatge situada al centre com si fos una columna vivent contra un fons d'or estranyament arcaic. | Fragment del panell de l'esquerra d'un petit tríptic que va pertànyer a Margarida d'Àustria, regent dels Països Baixos, i lliurat per ella al monestir de Brou. Al centre hi tenia una pietà de Van der Weyden (perduda) i complementat posteriorment amb els panells laterals potser a petició de Carles el Temerari i Maria de Borgonya. El panell de la dreta és un àngel amb una espasa que es conserva a Londres (col·lecció Wallace). | Fragment del panell de l'esquerra d'un petit tríptic que va pertànyer a Margarida d'Àustria, regent dels Països Baixos, i lliurat per ella al monestir de Brou. Al centre hi tenia una pietà de Van der Weyden (perduda) i complementat posteriorment amb els panells laterals potser a petició de Carles el Temerari i Maria de Borgonya. El panell de la dreta és un àngel amb una espasa que es conserva a Londres (col·lecció Wallace). |                                                 |                                                 |
| | Mater Dolorosa | Mater Dolorosa | | Crist donant la benedicció                      | Crist donant la benedicció                      |
| 1480 | Oli sobre taula 51 × 33,5 cm | 1481 | Oli sobre taula 45 × 35 cm |                                                 |                                                 |
| Galeria dels Uffizi | Galeria dels Uffizi | Museu de Belles Arts de Boston | Museu de Belles Arts de Boston |                                                 |                                                 |
| (Cat.55). L'obra havia estat atribuïda a Joos van Cleeve. | (Cat.55). L'obra havia estat atribuïda a Joos van Cleeve. | (Cat.51). La pintura simulant un retrat està inspirada en un document medieval que feia una descripció física de Crist. Tant la sensibilitat de la figura del rostre com el gest de la mà esquerra descansant casualment sobre la part inferior del marc, aconsegueixen crear una il·lusió d'espai i profunditat. La pintura conserva encara el seu marc original, on consta escrita la data de la pintura (1481). | (Cat.51). La pintura simulant un retrat està inspirada en un document medieval que feia una descripció física de Crist. Tant la sensibilitat de la figura del rostre com el gest de la mà esquerra descansant casualment sobre la part inferior del marc, aconsegueixen crear una il·lusió d'espai i profunditat. La pintura conserva encara el seu marc original, on consta escrita la data de la pintura (1481). |                                                 |                                                 |
| | Sant Jeroni penitent | Sant Jeroni penitent | | Sant Jeroni i el lleó                           | Sant Jeroni i el lleó                           |
| 1485-1490 | Oli sobre taula 86,5 × 58 cm | 1485-1490 | Oli sobre taula 37,5 × 24 cm |                                                 |                                                 |
| Kunstmuseum Basel, Basilea | Kunstmuseum Basel, Basilea | col·lecció privada | col·lecció privada |                                                 |                                                 |
| (Cat.57). El 1894 va ser atribuïda l'autoria a Memling per part de Friedländer, qui va expressar "Té una composició poc interessant i una mala conservació, però resulta una obra interessant de Memling". | (Cat.57). El 1894 va ser atribuïda l'autoria a Memling per part de Friedländer, qui va expressar "Té una composició poc interessant i una mala conservació, però resulta una obra interessant de Memling". | (Cat.58). Mostra l'escena en què sant Jeroni, que apareix vestit de cardenal, li treu l'espina al lleó. La taula podria haver format part d'un tríptic. | (Cat.58). Mostra l'escena en què sant Jeroni, que apareix vestit de cardenal, li treu l'espina al lleó. La taula podria haver format part d'un tríptic. |                                                 |                                                 |

| Mare de Déu amb Nen | |
| - Mare de Déu de la llet 1467 40 × 29 cm Museu de Belles Arts de Brussel·les (Cat.64). - Mare de Déu amb Nen 1475 37,5 × 27,5 cm National Gallery, Londres (Cat.69). - Mare de Déu de la llet 1475 17,5 cm Metropolitan Museum of Art, Nova York (Cat.71). - Mare de Déu de la llet 1478 33,4 × 23,8 cm Cleveland Museum of Art (Cat.63). - Mare de Déu amb Nen 1478 44,5 × 32 cm Museu d'Art Antica, Lisboa (Cat.66). - Mare de Déu amb Nen 1490 24,5 × 17,8 cm Metropolitan Museum of Art, Nova York (Cat.67). - Mare de Déu amb Nen 1490 43 × 36 cm Aurora Art Fund, Bucarest (Cat.70). - Mare de Déu de la llet 1490 18,5 cm Col·lecció privada (Cat.72). | Algunes obres d'aquest grup guarden una similitud amb la imatge de Maria i el Nen del Tríptic de Chicago, el Díptic de Martin van Nieuwenhove o el Tríptic Portinari. Alguna de les obres mostra el Nen sostenint una poma, símbol del pecat original, amb una actitud d'acceptació que presagia el seu futur sacrifici a la creu. Coincideix que en totes tres els personatges estan ubicats en una estança amb pilars o amb un arc que delimita l'espai sagrat de l'escena del profà que ocupa l'observador. Dues de les representant la figura de la Mare de Déu de la llet són tondos, un format i una composició que Van der Weyden havia fet servir en diverses ocasions. |
| Mare de Déu amb Nen entronitzats | |
| - La Mare de Déu i el Nen entre dos àngels músics 1465-1467 75,4 × 52,3 cm Nelson-Atkins Museum (Cat.76) - La Mare de Déu i el Nen entre dos àngels músics 1479 58,8 × 48 cm National Gallery of Art, Washington (Cat.78) - Matrimoni místic de Santa Caterina 1479 67 × 72 cm Metropolitan Museum of Art, Nova York (Cat.82) - La Mare de Déu i el Nen entronitzats amb àngel c. 1480 66 × 46,5 cm Gemäldegalerie (Berlín) (Cat.75) - La Mare de Déu, donant i Sant Jordi 1480 54,2 × 37,4 cm National Gallery, Londres (Cat.81) - La Mare de Déu i el Nen entronitzats 1480-1490 81 × 55 cm Gemäldegalerie (Berlín) (Cat.74) - La Mare de Déu i el Nen al jardí de roses entre dos àngels 1480 - 1490 36 × 26 cm Museo del Prado (Cat.80) - La Mare de Déu i el Nen entre dos àngels 1485-1490 68,2 × 51,5 cm Hayward's Heath, col. Ralph S. Clarke (Cat.77) - La Mare de Déu de Jacob Floreins 1488-1490 130 × 160 cm Museu del Louvre, París (Cat.83) | La pintura de Memling és plena de símbols que expliquen la importància de la missió de Crist a la terra. En algunes obres de Maria i el Nen entronitzats, es mostra a aquest sostenint una poma, símbol del pecat original, amb una actitud d'acceptació que presagia el seu futur sacrifici a la creu. Sovint, l'àngel que ofereix el fruit va vestit amb una dalmàtica, la vestidura litúrgica usada pel diaca a la missa solemne. Seguint l'estil de Van Eyck i Van der Weyden incorpora en aquestes composicions un arc on ubicar bona part de la iconografia. A La Mare de Déu i el Nen entre dos àngels músics de Washington, l'arc mostra una vinya de raïm esculpida que referencia el vi del ritu eucarístic. A les columnes de pòrfir hi destaquen David, com avantpassat de Crist, i Isaïes, un dels profetes que van anunciar el naixement de Maria. La Mare de Déu i Nen amb dos àngels músics de la Galeria dels Uffizi, era la taula central que junt amb les Taules de Londres formava el Tríptic Pagagnotti. La Mare de Déu i el Nen al jardí de roses del museu del Prado és una representació d'hortus conclusos amb un excel·lent fons floral. La Mare de Déu de Jacob Floreins va ser un encàrrec del comerciant Jacob Floreins que pot haver estat destinada a la seva capella funerària, perquè la seva dona és representada com una vídua. |

### Retrats
| Imatge                                          | Dades | Dades                                              |
| ----------------------------------------------- | --- | -------------------------------------------------- |
| Retrats de dos ancians · Retrats de dos ancians | Retrats de dos ancians | Retrats de dos ancians                             |
| Retrats de dos ancians · Retrats de dos ancians | 1470 | Oli sobre taula 35 × 29 cm (cada ala)              |
| Retrats de dos ancians · Retrats de dos ancians | Home: Staatliche Museen, Berlin Dona: Museu del Louvre, París |                                                    |
| Retrats de dos ancians · Retrats de dos ancians | (Cat.91-92). Els personatges es troben en una galeria amb un paisatge de fons. Tot i no conèixer la identitat dels personatges, una referència de 1521 podria situar-los com una parella d'origen venecià. |                                                    |
| Díptic de Tomasso Portinari i la seva dona      | Díptic de Tomasso Portinari i la seva dona | Díptic de Tomasso Portinari i la seva dona         |
| Díptic de Tomasso Portinari i la seva dona      | 1470 | Oli sobre taula 44,1 × 33,7 cm                     |
| Díptic de Tomasso Portinari i la seva dona      | Metropolitan Museum of Art, Nova York |                                                    |
| Díptic de Tomasso Portinari i la seva dona      | (Cat.87-88). La data del díptic coincideix amb la del casament de la parella retratada: Tomasso Portinari i Maria Maddalena Baroncelli. Portinari era un ric empleat de la banca Médici a Bruges i el 1475 la parella va ser retratada per Hugo van der Goes al Retaule de Portinari, on ja apareixen els seus fills. En totes dues obres, la dona llueix el mateix collar d'or i perles. |                                                    |
| Willem Moreel i Barbara de Vlaenderberch        | Willem Moreel i Barbara de Vlaenderberch | Willem Moreel i Barbara de Vlaenderberch           |
| Willem Moreel i Barbara de Vlaenderberch        | 1472-1475 | Oli sobre taula 37 × 27 cm (cada ala)              |
| Willem Moreel i Barbara de Vlaenderberch        | Museu de Belles Arts de Bèlgica |                                                    |
| Willem Moreel i Barbara de Vlaenderberch        | (Cat.89-90). Al revers hi ha l'escut d'armes dels dos esposos amb les inscripcions: ARMA GUILLERMI MOREEL en el del marit i ARMA DOMICELLE BARBARE DE VLAENDERBERCH ALIAS DE HERSTVELDE UXORIS GUILLERMI, tal com es veu a |                                                    |
| Home jove pregant · Gerro de flors              | Home jove pregant i Gerro de flors (revers) | Home jove pregant i Gerro de flors (revers)        |
| Home jove pregant · Gerro de flors              | 1485 | Oli sobre taula 29,2 × 22,5 cm                     |
| Home jove pregant · Gerro de flors              | Museu Thyssen-Bornemisza, Madrid |                                                    |
| Home jove pregant · Gerro de flors              | (Cat.101). Formava part un tríptic, vista la postura orant del protagonista. El conjunt es completaria, molt probablement, amb una Mare de Déu amb el Nen al centre i amb una dona a la dreta, que faria parella amb el retrat del museu. Fins ara no s'ha aconseguit d'identificar el personatge, encara que podria ser un comitent d'origen italià, a causa de la roba i el pentinat que llueix. Quant al gerro, conformaria una de les ales exteriors, i l'altra representaria una altra naturalesa morta o l'emblema de la parella. Aquesta pintura es considera un dels primers bodegons aïllats que es coneixen. El gerro amb els símbols que al·ludeixen a la Verge, com els lliris, i a Crist en el monograma de la seva decoració, ja apareix a La Mare de Déu i el Nen entronitzats que hi ha a la Gemäldegalerie (Berlín), una obra anterior a aquesta. Max Friedländer va considerar aquest retrat com un dels més bells de l'artista. |                                                    |
| Retrat d'una núvia i dos cavalls                | Retrat d'una núvia i dos cavalls | Retrat d'una núvia i dos cavalls                   |
| Retrat d'una núvia i dos cavalls                | 1485-1490 | Oli sobre taula 43 × 18 cm (cada ala)              |
| Retrat d'una núvia i dos cavalls                | Núvia: Metropolitan Museum of Art Cavalls:Museu Boijmans Van Beuningen, Rotterdam |                                                    |
| Retrat d'una núvia i dos cavalls                | (Cat.86). La pintura de la dona va ser considerada durant molt de temps un retrat, però en canvi, és part d'una al·legoria del veritable amor. La imatge de la dreta, al Museum Boijmans Van Beuningen de Rotterdam, mostra dos cavalls, un amb un mico a l'esquena, en un paisatge. Els cavalls, símbol de l'home enamorat, representen els atributs oposats de la luxúria i la fidelitat. El clavell que sosté la dona és un símbol de compromís. |                                                    |
| Retrats de donants                              | Retrats de donants | Retrats de donants                                 |
| Retrats de donants                              | 1490 | Oli sobre taula 44,5 × 32 cm (cada ala)            |
| Retrats de donants                              | Museu Nacional d'Art de Romania |                                                    |
| Retrats de donants                              | (Cat.84). Resulta evident que les dues taules són part d'una obra més gran. Es desconeix si es tractava d'un tríptic del qual en manca la taula central, o si eren una part d'una taula més gran junt amb la Mare de Déu amb Nen de 1490, avui al mateix museu. |                                                    |
| Jacques de Savoia                               | Retrat Jacques de Savoia i escut d'armes al revers | Retrat Jacques de Savoia i escut d'armes al revers |
| Jacques de Savoia                               | 1470 | Oli sobre taula 34,7 × 25 cm                       |
| Jacques de Savoia                               | Museu d'Art de Basilea |                                                    |
| Jacques de Savoia                               | (Cat.94). |                                                    |

| Retrats individuals | |
| - Retrat de dona gran · 1468 i 1470 · Oli sobre taula. · 25,6 x17,7 cm · Museum of Fine Arts, Houston (Cat.120). - Home amb barret vermell · 1470 · Oli sobre taula. · 42 x 31 cm · Institut Städel, Frankfurt (Cat.108). - Maria Portinari (Maria Maddalena Baroncelli) probablement 1470. Oli sobre fusta. 44,1 x 34 cm. The Metropolitan Museum of Art, Nova York. - Retrat d'home · 1470 · Oli sobre taula. · 33,5 x 23,02 cm · Frick Collection (Cat.110). - Antoni de Borgonya · 1470 · Oli sobre taula. · 45 x 35,5 cm · Museu Condé, Chantilly (Cat.93). - Gilles Joye · 1472 Datat · Oli sobre taula. · 30,5 x 22,5 cm · Sterling and Clark Art Institute, Massachusetts (Cat.3). - Retrat d'home · 1472 · Oli sobre taula. · 35,3 x 25,7 cm · Museu de Belles Arts de Bèlgica (Cat.97). - Jove pregant · 1475 · Oli sobre taula de roure. · 39 x 25,4 cm · National Gallery, Londres (Cat.95). - Retrat d'home gran · 1475 · Oli sobre taula. · 25,4 x 18,4 cm · Metropolitan Museum of Art, Nova York (Cat.98). - L'home de la moneda · 1477-1479. · Oli sobre taula. · 29 x 22 cm · Museu de Belles Arts d'Anvers (Cat.96). - Retrat d'un home · 1470 · Oli sobre taula. · 21 × 19 cm · col. Thomas Barlow (Cat.102). - Retrat d'un jove · 1478-1480 · Oli sobre taula. · 31,8 x 27,1 cm · Robat de la Galleria degli Uffizi (Cat.105). - Retrat d'un jove amb rosari · 1485 · Oli sobre taula. · 31,5 x 43,5 cm · Museu Nacional de Dinamarca (Cat.114). - Home amb un cordó d'or · 1478-1480 · Oli sobre taula. · 31,8 x 27,1 cm · Col·lecció Reial, Castell de Windsor (Cat.115). - Home de la fletxa · 1478-1480 · Oli sobre taula. · 31,9 x 25,8 cm · National Gallery, Washington, DC (Cat.111). - Jove pregant · 1478-1480 · Oli sobre taula. · 31,9 x 25,8 cm · Upton House, Banbury (Cat.112). - Retrat d'un home de la família Lespinette · 1485-1490 · Oli sobre taula. · 30,1 x 22,3 cm · Mauritshuis, La Haia (Cat.109). - Jove davant un paisatge · 1480 · Oli sobre taula. · 26 x 20 cm · Galeria de l'Acadèmia de Venècia (Cat.107). - Jove davant un paisatge · 1480 · Oli sobre taula. · 40 x 23 cm · Museu de Belles Arts de Montreal (Cat.100). - La Sibil·la Sambetha · 1480 Datat · Oli sobre taula. · 38 x 26,5 cm · Museu Memling, Bruges (Cat.10). - Home jove amb paisatge · c. 1480 · Oli sobre taula. · 38 x 27 cm · Galeria dels Uffizi, Florència. (Cat.106). - Jove a la galeria · 1480 · Oli sobre taula. · 40 x 28 cm · Metropolitan Museum of Art, Nova York (Cat.113). - Retrat d'un home amb una moneda romana 1480 o posterior. Oli sobre fusta. 30,7 x 23,2 x 0,6 cm. Royal Museum of Fine Arts, Anvers. 5. - Retrat d'un home amb un clavell 1480-1485. Oli sobre fusta. 27,3 x 38,1 cm. The Morgan and Library Museum, Nova York. AZ073. - Home amb una carta · 1485-1489 · Oli sobre taula. · 35 × 25 cm · Galeria dels Uffizi, Florència. (Cat.104). - Home jove · 1490 · Oli sobre taula. · 35 × 26 cm · Galeria dels Uffizi, Florència. (Cat.103). - Home jove (Sforza Secondo Sforza) · c.1480 · Oli sobre taula. · 26,7 x 19,8 cm · Kunsthaus Zürich (Cat.116). - Retrat d'una jove · segona meitat s.XV · Oli sobre taula. · 23,2 x 18,4 cm · Col. privada (Cat.119). - Jacob Obrecht 1496. Tremp, oli i or sobre fusta. 51,4 x 36,2 cm. Kimbell Art Museum, Fort Worth, Texas. AP 1993.02 | Es desconeix l'exacta simbologia de la fletxa que porta L'Home de la fletxa, si bé es creu que pot designar l'àrbitre d'un torneig, ja que aquests llançaven una petita sageta per a interrompre el joc. Es tracta d'un recurs que ja havia utilitzat Van der Weyden. Aquest retrat mostra la roba de l'època a Borgonya, un gipó negre amb un vestit marró amb muscleres a les espatlles. L'alt barret negre porta una petita placa amb la Verge i el Nen sobre una lluna creixent. La posició de les mans sobre el marc és compartida amb Jove davant un paisatge a Venècia o amb La Sibil·la Sambetha. La dona retratada com a Sibil·la sembla Maria Moreel, qui surt també representada amb tota la seva família al Tríptic Moreel. |